# Malekith
Malekith il Maledetto (Malekith the Accursed) è un personaggio dei fumetti statunitensi creato da Walt Simonson (testi e disegni) pubblicato dalla Marvel Comics. La sua prima apparizione avviene in Thor (vol. 1) n. 344 di giugno 1984.
Signore del regno di Svartalfheim e degli Elfi Oscuri, Malekith è un nemico giurato di Thor e di Asgard, determinato a conquistare tutti i Nove Mondi. Essendo il solo detentore della capacità di invocare la "caccia selvaggia", il personaggio viene spesso soprannominato il "Signore dei Segugi" o il "Padrone dei Persecutori" (Master of the Hounds).

## Storia editoriale
Creato da Walt Simonson, Malekith ha esordito su Thor nella saga intercorsa tra i numeri 344-349 (giugno-novembre 1984). Successivamente è divenuto un antagonista ricorrente, comparendo nei numeri 363 (gennaio 1986), 366-368 (aprile-giugno 1986), 485-487 (aprile-giugno 1995) e 489 (agosto 1995).
Nel 1997 è comparso anche su X-Force e Cable Annual, mentre nell'agosto del 1998 è stato il nemico di Heroes for Hire n. 14. Successivamente è tornato a rivestire il ruolo di avversario di Thor dal numero 29 al 32 del secondo volume (novembre 2000-febbraio 2001) della testata dedicata al personaggio. Successivamente è comparso in The Incredible Hercules n. 134 (novembre 2009) e 136 (dicembre 2009); mentre nel 2013 ha nuovamente affrontato il "Dio del Tuono" nella saga intercorsa tra i numeri 15 e 17 di Thor: God Of Thunder.

## Biografia del personaggio

### Origini
Nato a Svartalfheim, dal signore di una piccola fazione di Elfi Oscuri e da sua moglie Lady Mazerot, in un clan di guerrieri soprannominati "signori della caccia selvaggia" per i segugi da combattimento di cui si servono in guerra, Malekith cresce in un ambiente duramente segnato dalle continue guerre coi Troll, difatti suo padre, i suoi zii e i suoi dodici fratelli maggiori muoiono in battaglia e la madre, non volendolo vedere andare incontro al medesimo destino, lo vende agli elfi becchini, che lo costringono a lavorare come crematore dei soldati caduti. Pochi anni dopo, mentre è intento ad allestire una pila di cadaveri cui dare fuoco, il giovane Malekith viene catturato da un Troll e riesce a fuggire con l'aiuto di un anziano elfo oscuro stregone che, in seguito, lo prende come apprendista. Malekith dimostra immediatamente un'innata predisposizione alla magia e supera ampiamente il suo maestro nel giro di pochi anni dopodiché, disgustato dalle sue idee pacifiste, lo uccide dichiarando che senza la guerra la loro razza non ha scopo, furioso, prima di spirare il vecchio stregone sfigura il discepolo rendendo completamente nera la metà sinistra del suo volto affinché "tutti vedano il suo vero animo".
Tornato al suo villaggio nativo, Malekith ne assume il controllo, dà sua madre in pasto ai cani e diviene, attraverso anni di guerre, il sovrano di tutto Svartalfheim.

### Signore degli Elfi Oscuri
Alleatosi con Loki e il demone del fuoco Surtur, Malekith prende il controllo di diversi esseri umani attraverso un particolare cibo fatato procuratogli da Hela. Successivamente uccide Eric Willis, guardiano dello "Scrigno degli Antichi Inverni" dopo averne scoperta la posizione e, servendosi dei suoi poteri magici, invoca la "caccia selvaggia" per rintracciare Roger Willis, il nuovo guardiano dell'artefatto. Successivamente affronta Thor e rapisce Lorelei al fine di servirsene come esca per costringere il principe di Asgard ad affrontare il suo uomo migliore, Algrim il Forte ma, durante la battaglia tra i due, il signore degli Elfi Oscuri fa scattare una trappola sotto i loro piedi facendoli precipitare nel magma; dopodiché sottrae a Roger Willis lo scrigno venendo però raggiunto e sconfitto da Thor, sopravvissuto alla trappola. In un ultimo gesto di ripicca tuttavia, Malekith distrugge l'artefatto rilasciando sulla Terra una potente ondata congelante generando parecchio caos ma venendo infine catturato e imprigionato a Asgard dopo che Thor risolve la situazione.
Successivamente evaso scambiandosi di posto con Loki, Malekith assume le sembianze di Balder, prossimo all'incoronazione come reggente. Poco dopo però, Algrim, sopravvissuto alla trappola orchestrata dall'ex-padrone e trasformato dall'Arcano nell'essere chiamato Kurse, desideroso di vendetta lo assale e gli rompe il collo uccidendolo.

### Hel e ritorno
Seppur imprigionato a Hel, Malekith continua a manipolare vari avversari e alleati di Thor al fine di attaccarlo per attirarlo nel regno dei morti dando luogo a una massiccia battaglia grazie alla quale, approfittando del chaos, riesce a fuggire, unicamente per venire in seguito catturato da Kurse e riconsegnato a Hela.
Anni dopo Malekith, misteriosamente fuggito da Hel, affronta X-Force, tenta di conquistare Avalon e si impossessa nuovamente dello "Scrigno degli Antichi Inverni", grazie al quale prende possesso di Asgard congelandone tutti gli abitanti ma, infine, viene sconfitto da Thor, Kurse e Lady Sif. Fallite le sue mire di conquista, il decaduto signore degli Elfi Oscuri tenta di riassumere il controllo del suo regno e, assunte nuovamente le sembianze di Balder, avvicina Ercole persuadendolo ad assassinare Alflyse, la regina degli Elfi Oscuri dell'Est. Il suo piano tuttavia fallisce perché prevede che Ercole, tramite la magia dell'elfo, assuma l'aspetto di Thor, ma questi viene rapidamente smascherato e, di conseguenza, Malekith viene sconfitto con facilità da Zeus e rispedito a Hel.
Fatto fuggire dagli inferi da un gruppo di Elfi Oscuri rimastigli fedeli, Malekith fomenta una violenta guerra civile per tutto il regno di Svartalfheim, assassinando Alflyse, forgiando un'alleanza coi Giganti di Ghiaccio e riassumendo infine il suo ruolo di sovrano degli Elfi Oscuri. In seguito decide di recuperare tutti e dieci gli anelli del defunto Mandarino con l'intento di servirsene per attaccare Tony Stark, il quale riesce però a farseli in seguito consegnare dall'elfo che, difatti, si è servito di tali macchinazioni semplicemente come distrazione per l'eroe mentre una sua sottoposta rapiva il figlio neonato di una donna mutata dal virus extremis.
Per rispettare i termini dell'alleanza con Jotunheim, Malekith si impegna a recuperare il teschio di Laufey, questo era stato rinvenuto sul fondo dell'oceano dalla Roxxon, Malekith, alla guida di un manipolo di Giganti del Ghiaccio assalta la base sottomarina della Roxxon ma viene attaccato da Thor, il quale però è stato privato del proprio martello, dopo un breve combattimento, Malekith lo sconfigge facilmente, visto che il dio asgardiano non è più in possesso di Mjolnir, e gli mozza il braccio, abbandonandolo poi nel fondo dell'oceano; Malekith, avendo scoperto che il teschio di Laufey si trova nella sede volante della Roxxon, guida un esercito di Giganti del Ghiaccio ad assaltarla, qui trova un contingente di asgardiani e i Vendicatori a sbarrargli la strada, tuttavia i Giganti di Ghiaccio li congelano velocemente sconfiggendoli, Malekith si scontra con Dario Agger, il CEO della Roxxon, nonché detentore di un potere oscuro che gli permette di trasformarsi nel Minotauro, nonostante le apparenze Dario riesce a tenere testa a Malekith utilizzando un'ascia magica, tuttavia, l'arrivo di nuova Thor femminile, e di Thor, che, con un braccio di metallo e armato di un'ascia, costringono Malekith alla fuga, il signore degli elfi Oscuri, tuttavia, brucia il braccio di Thor (quello che aveva tagliato al dio e conservato come macabro trofeo) prima di andarsene, inoltre, dopo che gli eroi ebbero abbandonato la base volante della Roxxon, Malekith stringe un patto con Dario Agger, scambiando il teschio di Laufey con l'autorizzazione a sfruttare la terra dopo che Malekith l'avesse conquistata.
Contemporaneamente, impersonando la sua vecchia amica Sera, Malekith raggira Angela spingendola a rapire la figlia neonata di Odino e Frigga per purificarla nella fornace del Paradiso e liberarla dall'influenza di Surtur, che potrebbe mettere in pericolo i suoi piani di conquista, scoperto di essere stata manipolata, Angela minaccia di ucciderlo ma Malekith la fa desistere da tale intento rivelandole l'ubicazione della vera Sera: Hel, ove egli l'ha incontrata nel corso di una delle sue molte permanenze.
In seguito, Agger e Malekith raggiungono un compromesso e, in cambio dei diritti sullo sfruttamento minerario dei territori conquistati dal signore degli Elfi Oscuri, la Roxxon gli cede il teschio di Laufey e lo aiuta a assassinare centinaia di Elfi Chiari per servirsi del loro sangue al fine di svolgere un incantesimo che riporta in vita il re dei Giganti di Ghiaccio.

### Nuovissimo Universo Marvel
In seguito alla distruzione e rinascita del multiverso, Malekith forma un Concilio Oscuro assieme a Dario Agger, Ulik, Laufey, la Regina delle Ceneri e Loki, facendo scoppiare una guerra in tutti i Dieci Regni, invadendo Alfheim e costringendo Aelsa, la regina degli Elfi Chiari, a sposarlo di modo da annettere il loro regno al suo dominio.

## Poteri e abilità
Malekith, come tutti gli Elfi Oscuri possiede attributi fisici sovrumani quali forza, velocità e resistenza paragonabili a quelli asgardiani, nonché di agilità e riflessi notevolmente più elevati; nel caso di Malekith tuttavia, tali caratteristiche sono estremamente al di sopra perfino della media dei suoi simili e comprendono un'intelligenza finissima e straordinarie capacità strategiche. Oltretutto, sebbene preferisca evitare il combattimento, Malekith è un grande esperto sia nel corpo a corpo che nell'uso della armi bianche.
Il signore degli Elfi Oscuri è inoltre un grande esperto di arti magiche e dispone di immensi poteri innati tramite i quali è in grado di lanciare incantesimi che gli permettono di teletrasportarsi, emettere energia, manipolare gli elementi, volare tramutandosi in nebbia, generare illusioni e mutare aspetto. Inoltre è il solo essere a detenere l'arte magica della "caccia selvaggia" (Wild Hunt), grazie alla quale è in grado di invocare esseri soprannaturali denominati "Segugi" (Hounds) e aizzarli contro una preda da lui prescelta.
Come tutti i suoi simili, Malekith è molto vulnerabile a qualsiasi oggetto fatto di ferro. Nel Marvel Cinematic Universe Malekith ha il potere dell'Aether, un potere che lo fa diventare Onnipotente e capace di fargli manipolare la Realtà, facendolo diventare estremamente potente

## Altre versioni
Nella realtà di Marvel Adventures: The Avengers, il signore degli Elfi Oscuri Malekith tenta di prendere il controllo di Asgard tramite un'alleanza coi Giganti di Ghiaccio venendo sconfitto da Thor e i Vendicatori.

## Altri media

### Marvel Cinematic Universe

Malekith interpretato da Christopher Eccleston nel film Thor: The Dark World

Malekith appare all'interno del Marvel Cinematic Universe.
- Malekith, interpretato da Christopher Eccleston,[43] è l'antagonista principale del film Thor: The Dark World (2013). In tale versione il suo aspetto differisce notevolmente dalla controparte cartacea, difatti porta i capelli raccolti in una treccia e il suo incarnato è di colore bianco pallido, inoltre è Thor a sfigurarlo, ma la parte del suo volto che diviene nera è la destra. Millenni fa, nell'intento di riportare l'universo nell'eterna oscurità, tentò di sfruttare il potere di una reliquia di nome Aether, ma a seguito di una dura battaglia, il suo esercito fu sconfitto dagli asgardiani guidati da Bor, padre di Odino, il quale rubò l'Aether. Ai giorni nostri, viene richiamato inavvertitamente da Jane Foster, la quale assorbe casualmente la reliquia. Al fine di reimpossessarsene, invade Asgard e uccide Frigga, ma l'intervento di Thor lo costringe a desistere. In seguito, Thor e Loki organizzano un piano per estrarre l'Aether dal corpo della donna, distruggerlo e uccidere il malevolo elfo, ma nonostante Jane venga salvata, Malekith si riprende la sua arma, con la quale marcia fino a Greenwich per approfittare di un millenario allineamento dei Nove Regni (noto come Convergenza) e riuscire a conquistarli. Thor però, con l'aiuto di Foster e di Erik Selvig riesce a sconfiggerlo ancorandolo alla sua nave e facendolo cadere in un buco della Convergenza. La nave dunque si schianta a terra, schiacciando Malekith e uccidendolo.
- Il personaggio appare nella terza e ultima stagione della prima serie animata dell'MCU What If...? (2021).

#### Animazione
- Malekith ha un cameo nel film animato Hulk Vs. Thor (2009).

### Televisione
- Malekith il Maledetto compare nella serie animata Avengers - I più potenti eroi della Terra.
- In un episodio di Hulk e gli agenti S.M.A.S.H., Malekith compare come antagonista.

### Videogiochi
- Malekith appare in Marvel: Avengers Alliance.
- Malekith appare in Marvel Heroes.
- Malekith appare in LEGO Marvel Super Heroes[44]
- Malekith appare in LEGO Marvel's Avengers.
- Malekith appare come personaggio giocabile in Marvel: Future Fight.
- Malekith appare in Marvel Duel.